# Хамилтън (Охайо)
Вижте пояснителната страница за други значения на Хамилтън.
Хамилтън (на английски: Hamilton) е град в Охайо, Съединени американски щати, административен център на окръг Бътлър. Намира се на 30 km северно от Синсинати. Населението му е 62 092 души (по приблизителна оценка от 2017 г.).

## Известни личности
Родени в Хамилтън
- Стийв Морз (р. 1954), китарист
- Чарлз Франсис Рихтер (1900 – 1985), сеизмолог
- Скот Уокър (р. 1943), музикант